# Tomás Spano
Tomás Spano (Chivilcoy, Buenos Aires, 5 de mayo de 1998) es un baloncestista argentino que se desempeña como base en La Unión de Formosa de la Liga Nacional de Básquet de Argentina.

## Trayectoria
Surgido de las divisiones formativas de San Lorenzo de Chivilcoy, pasó luego a las filas de Los Indios de Junín. En agosto de 2013 retornó a Chivilcoy para sumarse a Racing, equipo con el comenzó a disputar los campeonatos superiores de la Asociación Básquetbol Chivilcoy. Por esa época también se destacó integrando los seleccionados de Chivilcoy y Provincia de Buenos Aires en los campeonatos juveniles.
En agosto de 2015 el club Lanús decidió apostar por él. Enviado a la escuadra de reserva, pudo disputar la Liga de Desarrollo y la Liga Metropolitana de FEBAMBA.
Finalmente desembarcó en Ferro en agosto de 2016. Con ese club pudo hacer su debut en la Liga Nacional de Básquet, la competencia más importante del baloncesto profesional argentino. Temporada a temporada fue consolidando su juego y ganando minutos en cancha, hasta que en 2020 fue designado como titular del equipo.
En mayo de 2021 hizo un breve regreso a Racing de Chivilcoy para disputar la fase final y los playoffs de la temporada 2021 de La Liga Argentina.
Spano dejó Ferro tras nueve años para sumarse a La Unión de Formosa en julio de 2025.

## Selección nacional
Aunque durante su etapa juvenil figuró varias veces en la lista de preseleccionados para integrar el equipo nacional de Argentina, solamente jugó oficialmente en el Campeonato Sudamericano de Baloncesto Sub-17 de 2015, donde los argentinos se consagraron campeones.